# Turkcell
Turkcell är en mobiltelefonoperatör med huvudkontor i Turkiet.
Turkcell är Turkiets ledande mobiltelefonoperatör med över 35 miljoner abonnenter. 1994 startade Turkcell landets första GSM-nätverk. År 2000 blev man första turkiska företag att listas på New York-börsen. 

## Telia
Telia Sonera (numera Telia Company) under dåvarande vd Anders Igel avsåg att expandera genom uppköp, och i mars 2005 tillkännagavs att Cukurova skulle sälja sitt innehav om 27% av aktierna för 3,1 miljarder dollar (22 miljarder kronor) och därigenom ge Telia Sonera totalt 64,3 procent av bolaget. Istället för att slutföra affären vände sig Cukurova till ryska Alfa Telecom (som även blockerat Telias uppköp av den ryska operatören Megafon) i en uppgörlse som gav Cukurvoa möjlighet att både betala "enorma skulder" och att stärka sitt eget innehav i Turkcell genom aktieköp från Yapi Kredi Bank.
Detta ledde till att Telia Sonera stämde Cukurvoa vid den Internationella Handelskammaren i Schweiz, som i ett delutslag 2007 konstaterade att det faktiskt ingåtts ett giltigt avtal och när Cukurvoa inte följt uppmaningen att i gott uppsåt fullfölja avtalet kom med ett slutligt avgörande 2009, där Cukurvoa ålades att antingen överlämna aktierna mot köpesumman eller betala 1.8 miljader dollar i skadestånd till Telia Sonera.
I oktober 2020 meddelade Telia att de nu avyttrat samtliga 47% av innehavet i Turkcell till den turkiska statens fond "Turkey Wealth Fund" och avslutat ägandet.